# Réserve naturelle de la mine de Róka-hegy
Le Réserve naturelle de la mine de Róka-hegy (en hongrois : Róka-hegyi bánya természetvédelmi terület) est une réserve naturelle, située à Budapest.